# Добрянски, Пола
Пола Джон Добрянски (англ. Paula Jon Dobriansky, род. 14 сентября 1955, Александрия, шт. Виргиния, Соединённые Штаты Америки) — американский политический и государственный деятель украинского происхождения, дочь и соратница Льва Добрянски.

## Биография
Была заместителем Государственного Секретаря США 2001—2009 годов во времена республиканской администрации Буша-младшего. С марта 2009 — старший научный сотрудник Белферского центра науки и международных дел факультета государственного управления Гарвардского университета (англ. Harvard University John F. Kennedy School of Government’s Belfer Center for Science and International Affairs).

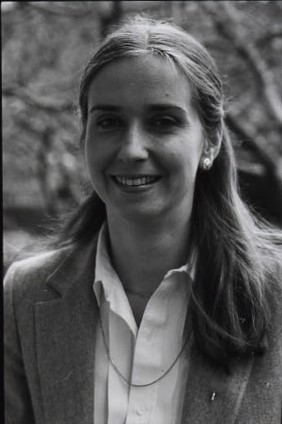
Пола Добрянски в 1982 году

Училась в Джорджтаунском университете, научную степень доктора наук получила в Гарвардском университете (проблемы советской политики и военные дела. Почётный доктор филологии Университета имени Фэрли Дикинсона и права Флеглерского колледжа.
Предложена на эту должность Президентом Джорджем Бушем 2001 года и утверждена Сенатом.
Отвечала за вопросы: проблемы демократии, права человека, труд, борьба с наркотиками, соблюдения законности, проблемы, связанные с эмигрантами и гуманитарной помощью, а также экологические проблемы. Отдельно П. Добрянски — была специальным координатором по вопросам Тибета.
До назначения заместителем Государственного Секретаря П. Добрянски была вице-президентом и директором офиса Совета внешних отношений.

## Награды
Среди отличий и наград П. Добрянской: ежегодная награда Джорджтаунского университета за достижения выпускников, отличия Высшего славы Госдепартамента, Международная награда 2001 года, медаль за Национальный вклад в демократию, орден Польши «За заслуги», Большой Крест ордена литовского Великого князя Гедиминаса.
Лауреат награды имени Джин Киркпатрик (2008).